# Urlseebach
Der Urlseebach ist ein Bach in der Gemeinde Klaffer am Hochficht in Oberösterreich. Er ist ein Zufluss der Großen Mühl.

## Geographie
Der Bach entspringt im Waldgebiet des Böhmerwalds nördlich der Ortschaft Schönberg auf einer Höhe von 709 m ü. A. Er weist eine Länge von 2,99 km auf. Er fließt durch den Urlsee und den Badesee. Der Urlseebach mündet bei der Streusiedlung Vorderanger auf einer Höhe von 585 m ü. A. linksseitig in die Große Mühl. Sein Einzugsgebiet erstreckt sich über eine Fläche von 2,99 km².
Die Panoramaloipe Klaffer, eine mittelschwere 9 km lange Langlaufloipe, quert den Bach an zwei Stellen.

## Umwelt
Der Urlseebach weist ein naturnahes Bachbett auf. Zwischen dem Urlsee und dem Badesee erstreckt sich ein Schwarz-Erlen-Sumpf, in dem Biber sehr aktiv sind. Der Bach ist Teil der 22.302 Hektar großen Important Bird Area Böhmerwald und Mühltal. Sein oberer Abschnitt und sein Mündungsbereich gehören zum 9.350 Hektar großen Europaschutzgebiet Böhmerwald-Mühltäler.